# 新江桥
新江桥是中华人民共和国浙江省宁波市一座跨姚江桥梁，是姚江汇入甬江之前的最后一座桥梁。新江桥最初为1862年由英国人建起的浮桥，1970年建成三孔钢筋混凝土双曲拱桥。2006年9月11日晚9时，由于被鉴定为危桥，新江桥被紧急封桥，2007年12月9日由于杭甬运河通航条件的原因而被拆除。2007年1月31日建成新江桥便桥。2013年7月，新江桥原址重建开工，2015年11月10日建成通车。

## 浮桥

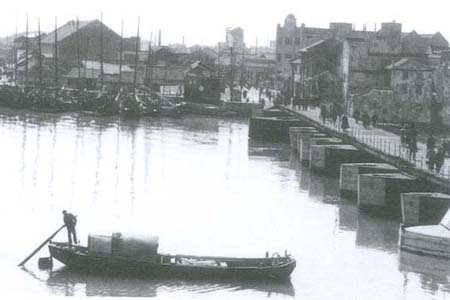
20世纪40年代末的新江桥浮桥

新江桥最初为1862年由英国商人台弗逊建起的浮桥，原位于旧城墙盐仓门外关帝殿道头（即今天解放桥位置），次年迁移到江北岸桃花渡和宁波旧城墙东渡门之间。 在此之前，宁波仅有一座跨江桥梁，即灵桥（东津浮桥），而姚江两岸居民来往只能依靠摆渡。由于灵桥被称为江桥，因而新桥建成后，灵桥被称为老江桥，而新建浮桥被称为新江桥。 桥梁建成后，英国巡捕在桥上收取每人四文的买路钱，引起宁波民众的不满。1869年5月24日，在依照风俗举行迎“五都元帅”赛神会之时，新江桥上人流拥挤，而英国巡捕仍然索要过桥费，最终造成浮桥绷断，400余人落水丧生。1877年，浮桥由宁波人士提议，利用洋药局的积余金赎回。1935年和1946年，宁波曾经两次试图在新江桥位置建设固定桥梁，均未获得成功。

## 混凝土桥

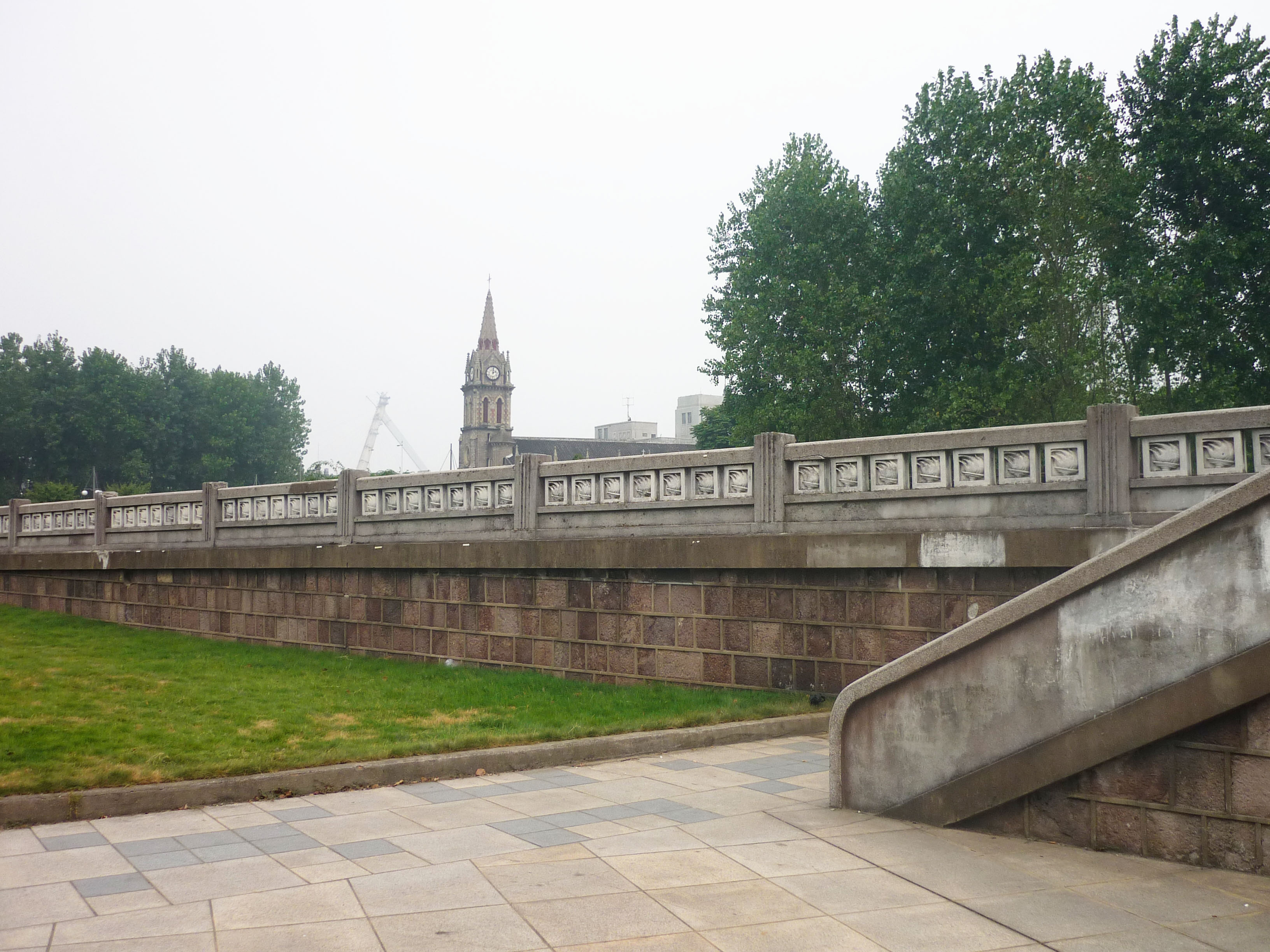
新江桥老桥未拆除部分

1958年，新江桥永久桥梁的建设进行了勘探和初步设计，原计划于1961年建设，后因资金困难作罢。1969年4月，定名为反帝桥的建桥计划重新获批，并于1969年8月13日动工，1970年9月30日建成通车:593。桥梁形制为三孔钢筋混凝土双曲拱桥，长163米，加上引桥全长304米，宽19.5米，中孔跨径37米，边孔跨径33米。 原浮桥被用于今解放桥位置，解放桥建成后又被用于今天江厦桥的位置。文化大革命结束后，新江桥改回原名。 当年，新桥建成时，正桥栏杆设有毛主席语录牌，上书“全世界人民团结起来，打败美国侵略者及其一切走狗”，正桥、引桥栏杆上装饰有火炬和工农兵图案，并设有10对火炬灯组。
由于设计和选址存在缺陷，这座桥梁曾经多次遭到船只撞击，毁损严重。2006年5月，经过上海同济建设工程质量检测站检测，新江桥处于E级危险状态，随时可能坍塌。鉴于此，2006年9月11日晚9时，宁波市城管局对新江桥采取了紧急封桥措施，只允许非机动车通行。这一措施在宁波中心城区产生了严重的交通拥堵。2007年12月9日，新江桥桥面由于达不到杭甬运河的通航要求而被拆除。

## 临时便桥

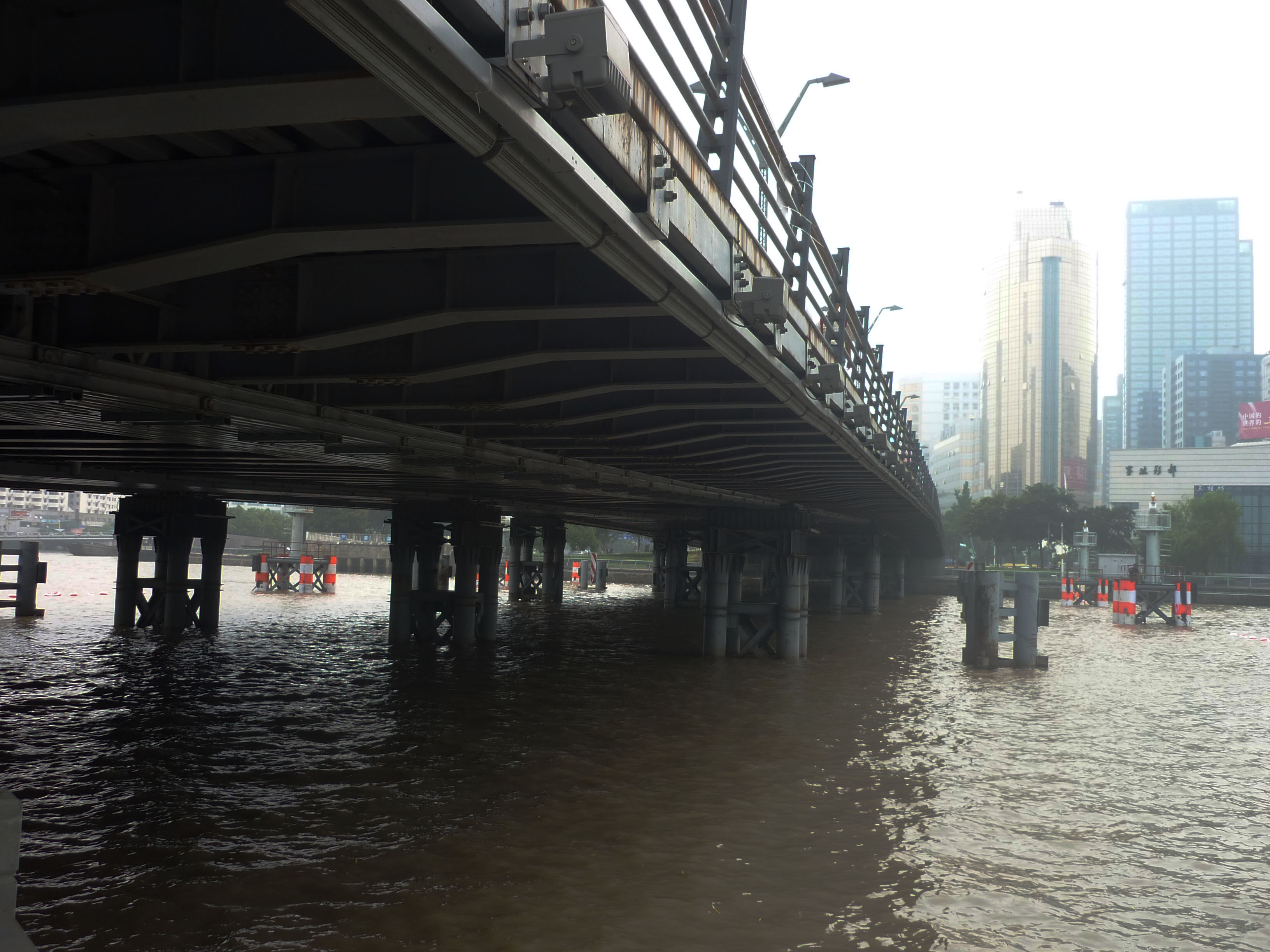
新江桥临时便桥

为缓解新江桥拆除带来的交通问题，2007年1月31日，新江桥临时便桥通车。这座便桥为为4跨钢桁架梁简支桥，便桥桥长150.554米，单跨36.576米。桥梁总宽度为28.11米，设双向四车道，人行道每侧3.5米，2009年，临时便桥桥头涵洞出现开裂，据宁波桥梁管理所称，这是由路基下沉造成，并无安全隐患，2015年新江桥永久桥梁完工后被拆除。

## 永久桥梁
由于新江桥便桥通车已逾4年，桥梁的使用寿命受到了关注。2011年，新江桥永久桥梁正式立项，计划建设的桥梁长672米，宽36米，双向6车道，南起中山东路，北至扬善路，计划于当年开工，2014年通车。
2013年7月21日新江桥永久桥梁开工
2015年9月27日，新江桥永久桥梁因西侧引道施工临时开通南往北方向的半幅。
2015年11月10日，新江桥永久桥梁通车。